# Lúcio Júnio Gálio Aniano
Lúcio Júnio Gálio Aniano (em latim: Lucius Junius Gallio Annaeanus; m. c. 65), chamado simplesmente de Gálio, foi um senador romano da gente Júnia nomeado cônsul sufecto para o nundínio de julho a agosto de 56 com Tito Cúcio Cilto. Gálio era filho do retórico Sêneca, o Velho, e irmão do famoso escritor Sêneca, o Jovem. Nascido em Córduba, Hispânia (moderna Córdova), no início da era cristã, Gálio foi adotado por Júnio Gálio, um retórico famoso, de quem tomou o nome.
É conhecido por ter participado do julgamento de Paulo em Corinto relatado nos Atos dos Apóstolos.

## Vida
Sêneca, seu irmão, que dedicou-lhe os tratados "De Ira" e "De Vita Beata", fala de seu charme, um atributo também citado pelo poeta Estácio. É provável que ele tenha sido banido para a Córsega com o irmão, mas ambos retornaram a Roma quando Agripina escolheu Sêneca para ser o tutor do jovem Nero. Perto do final do reinado do imperador Cláudio (51/52), Gálio foi nomeado propretor da recém-criada província senatorial da Acaia, mas é provável que tenha sido compelido a renunciar ao posto depois de poucos anos por causa de seu estado de saúde. Ele foi chamado de "meu amigo e procônsul" por Cláudio na Inscrição de Delfos (c. 52).
Gálio foi cônsul sufecto em 56 e Dião Cássio relata que ele é quem abria as apresentações de Nero. Não muito depois da morte de Sêneca, Gálio foi atacado no Senado por Salieno Clemente, que o acusou de ser um "parricida e inimigo público", mas depois o Senado unanimemente apelou a Salieno para que não se aproveitasse "de infortúnios públicos para satisfazer animosidades privadas". Mas Gálio não sobreviveu muito tempo depois disto. Quando seu segundo irmão, Aneu Mela, cortou os pulsos depois de ser acusado de estar envolvido numa conspiração, é provável que Gálio também tenha se suicidado, talvez instruído por alguém.

## Gálio nos Atos dos Apóstolos
De acordo com os Atos dos Apóstolos (Atos 18:1–17), Gálio recusou a acusação contra Paulo apresentada pelos judeus. Seu comportamento na ocasião («Gálio não se importava com nenhuma destas coisas» (Atos 18:17)) tem sido visto como uma demonstração da atitude indiferente dos oficiais romanos em relação ao cristianismo primitivo naquela época.